# Старе Ґарково
Старе Ґарково (пол. Stare Garkowo) — село в Польщі, у гміні Шренськ Млавського повіту Мазовецького воєводства.
Населення — 99 осіб (2011).
У 1975-1998 роках село належало до Цехановського воєводства.

## Демографія
Демографічна структура станом на 31 березня 2011 року:
|          | Загалом | Допрацездатний вік | Працездатний вік | Постпрацездатний вік |
| -------- | ------- | ------------------ | ---------------- | -------------------- |
| Чоловіки | 49      | 11                 | 29               | 9                    |
| Жінки    | 50      | 12                 | 26               | 12                   |
| Разом    | 99      | 23                 | 55               | 21                   |